# Futurama: Bender's Game
Futurama: Bender's Game is de derde animatiefilm gebaseerd op de Amerikaanse animatieserie Futurama. De film verscheen op 4 november 2008 in de VS en op 4 februari 2009 in België en Nederland. De film is ook uitgezonden als aflevering 81 t/m 84 van het vijfde seizoen van de serie.

## Plot
De brandstofprijzen rijzen de pan uit, daarom verbiedt professor Farnsworth de Planet Expres-crew om onnodig gebruik te maken van ruimteschepen. Ondertussen ontdekt Bender het spel Dungeons & Dragons. Hij wil meespelen, maar robots hebben geen fantasie. Wanneer hij het toch probeert, draait hij door en begint te denken dat hij een echte ridder is. Hij wordt opgesloten in een gesticht.
Farnsworth ontdekt dat Mom een fortuin verdient aan haar donkere materie-mijn door de brandstofmarkt te manipuleren. Hij onthult dat Mom en hij jaren terug een manier hebben gevonden om donkere materie te veranderen in raketbrandstof. Bij dit proces ontstonden twee energiekristallen. Mom en Farnsworth bezitten er elk een, en als ze weer samenkomen maken ze alle donkere materie nutteloos. Farnsworth wil dit nu uitvoeren om Mom een hak te zetten, maar weet niet meer waar hij zijn kristal heeft verborgen. Het blijkt te worden gebruikt door Cubert en nog een paar kinderen als dobbelsteen voor hun D&D spel. Wanneer Mom Farnsworths plan ontdekt, stuurt ze haar zonen Walt, Larry en Igner erop af om het kristal te bemachtigen. Farnsworth, Fry en Leela zijn hun voor.
De drie reizen af naar Moms donkere materie-mijn, en ontdekken dat Mom duizenden Nibblonians heeft gevangen omdat zij donkere materie produceren als ontlasting. Ook Nibbler blijkt hier te zitten. Igner betrapt de drie, maar helpt hen om in Moms kantoor te komen. Farnsworth wil de twee kristallen bijeen brengen, maar wanneer Mom onverwacht binnenkomt slikt hij zijn kristal snel in. Dit veroorzaakt een resonantie in alle donkere materie in de wereld, inclusief een voorraad die Bender in zijn lichaam had opgeslagen. Net op dat moment ondergaat Bender een operatie om zijn fantasie te scheiden van zijn brein. De operatie gecombineerd met de resonantie van de donkere materie verplaatst alle personages naar een fantasiewereld genaamd Cornwood, het rijk waar Bender denkt dat hij vandaan komt sinds hij zich in is gaan beelden dat hij een ridder is. Ook de andere leden van de Planet Expres-crew komen hier terecht. Bij hun aankomst veranderen ze allemaal in fantasiekarakters.
Fry (nu bekend als “Frydo”) en Leela (“Leegola”) zijn de enigen die zich herinneren wat er gebeurd is. De anderen denken dat dit de echte wereld is. Ze ontmoeten al snel Bender, die in deze wereld bekendstaat als Titanius. Al snel ontdekken ze dat het kristal van Farnsworth in deze wereld een magische dobbelsteen is, dat indien ermee wordt gegooid verschillende effecten teweegbrengt. Om uit deze wereld te ontsnappen moeten ze de dobbelsteen vernietigen door hem in het meer van gesmolten plastic te gooien, waar hij gemaakt is. De tovenares “Momon” (Mom) heeft het echter ook voorzien op de dobbelsteen.
Na een lange tocht bereikt het drietal het meer, waar ze worden opgewacht door Mommon en haar zonen. Tijdens het gevecht met hen onthult Igner waarom hij Fry en de anderen heeft geholpen in de mijn: hij heeft Mom horen vertellen dat Farnsworth zijn vader is. Uiteindelijk bemachtigt Mommon de dobbelsteen, waarna de wereld van Cornwood instort en iedereen weer in de echte wereld belandt. Farnsworth beseft dat Igner mogelijk Moms kristal heeft ingeslikt omdat hij, als zijn zoon, net zo denkt als hij. De twee omhelzen elkaar, en brengen de kristallen zo samen. Alle donkere materie wordt nutteloos, waardoor Mom haar machtspositie op de brandstofmarkt verliest.

## Cast
| Acteur           | Personage                                                                                  |
| ---------------- | ------------------------------------------------------------------------------------------ |
| Billy West       | Philip J. Fry / Frydo Professor Farnsworth / Greyfarn Dr. Zoidberg / Monster Extra stemmen |
| Katey Sagal      | Turanga Leela / Leegola                                                                    |
| John DiMaggio    | Bender / Titanius Anglesmith Igner / Ignus Extra stemmen                                   |
| Tress MacNeille  | Mom / Momon Extra stemmen                                                                  |
| Maurice LaMarche | Walt / Waltazar Dr. Perceptron Extra stemmen                                               |
| Phil LaMarr      | Hermes Conrad / Hermaphrodite Dwight Conrad Extra stemmen                                  |
| Lauren Tom       | Amy Wong / Gynecaladriel Extra stemmen                                                     |
| David Herman     | Larry / Larius Roberto / King of Wipe Castle Extra stemmen                                 |
| Kath Soucie      | Cubert Farnsworth Extra stemmen                                                            |
| Frank Welker     | Nibbler Extra stemmen                                                                      |
| Gary Gygax       | Zichzelf (archived)                                                                        |
| Rich Little      | Zichzelf                                                                                   |
| George Takei     | Zichzelf                                                                                   |
| David X. Cohen   |                                                                                            |
| Paul D. Calder   |                                                                                            |
| Danik Thomas     |                                                                                            |